# Brian May (compositor)
Este artículo se refiere al compositor australiano de música de cine. Para ver el artículo sobre el guitarrista de Queen ir a Brian May.
Brian May (28 de julio de 1934-25 de abril de 1997) fue un compositor australiano de música de cine.

## Biografía
Nació en Adelaida, Australia. 
Estudiaba música y composición en su ciudad natal. Su nombre en Australia se hizo conocido por sus composiciones militares y, principalmente, por los éxitos de la orquesta que dirigía. Compuso numerosas composiciones para series y largometrajes para televisión, pero es en 1975 cuando comienza su carrera de composición musical para el cine, teniendo en Mad Max, salvajes de autopista su gran éxito, y por el que es más recordado.
Falleció en Melbourne, Australia el 25 de abril de 2025 a los 79 años de edad de un ataque al corazón.

## Filmografía selecta
- 1975 - The true story of Eskimo Nell
- 1978 - Patrick
- 1979 - Mad Max, salvajes de autopista
- 1979 - Sanguinario
- 1979 - Snapshot
- 1979 - Sedientos
- 1980 - Pesadillas
- 1980 - Harlequin
- 1981 - Gallipoli
- 1981 - El superviviente
- 1981 - Juegos de carretera
- 1981 - En busca del avión perdido
- 1981 - Mad Max 2. El guerrero de la carretera
- 1982 - Kitty's club
- 1982 - Breakfast in Paris
- 1983 - Sin testigos
- 1984 - Juego secreto
- 1984 - A merced del asesino
- 1985 - Desaparecido en combate 2
- 1986 - Sky Pirates
- 1987 - Muerte antes que deshonor
- 1987 - El guerrero del amanecer
- 1990 - Aguja mortal
- 1991 - Pesadilla final. La muerte de Freddy
- 1992 - Huracán Smith
- 1992 - Doctor Giggles
- 1993 - Sin testigos

- Datos: Q612067